# Ernienickelite
L'ernienickelite è un minerale appartenente al gruppo della calcofanite.